# Habenaria richardii
Habenaria richardii là một loài thực vật có hoa trong họ Lan. Loài này được Cordem. mô tả khoa học đầu tiên năm 1895.